# Anastatus dlabolai
Anastatus dlabolai är en stekelart som beskrevs av Kalina 1981. Anastatus dlabolai ingår i släktet Anastatus och familjen hoppglanssteklar.
Artens utbredningsområde är Iran. Inga underarter finns listade i Catalogue of Life.